# Serge Vassiltchikov
Pour les autres membres de la famille, voir famille Vassiltchikov.
Serge Vassiltchikov (ou Wassiltchkov, en russe : Сергей Илларионович Васильчиков) est un aristocrate russe, né le 9 septembre 1849 à Kiev et mort le 27 août 1926 à Versailles.

## Biographie
Le général-prince Serge Hilarionovitch Vassiltchikov est un membre de la noblesse russe.
Ancien page de Sa Majesté (promotion de 1867), il fut successivement officier au régiment des Gardes à cheval, commandant du régiment des dragons de Nijni Novgorod (1885), puis du régiment des hussards de Sa Majesté (1890-1896), général de cavalerie et aide de camp de Sa Majesté.
Il épouse la princesse Maria Issakova (18/05/1853-12/01/1922), fille du prince Nicolas Issakov (1821-1891) – lui-même fils illégitime de l’empereur Alexandre Ier et de Marie Ivanovna Karatcharova– et d’Anna Lopoukhine.
Le couple a quatre enfants :
- la princesse Sophie Sergueiévna Vassiltchikov (15/09/1879-30/03/1927), mariée au prince Alexandre Chtcherbatov (1881-1915, fils du prince Alexandre Chtcherbatov), d’où quatre filles
- le prince Hilarion Sergueiévitch Vassiltchikov (15/08/1881-03/06/1969)
  - père des princesses Tatiana et Marie Vassiltchikov
- le prince Nicolas Sergueiévitch Vassiltchikov (05/02/1883-23/09/1927)
- le prince Georges Sergueiévitch Vassiltchikov (29/09/1890-05/07/1916)

Le général-prince Vassiltchikov fuit la Russie en 1919 pour la France. Il y meurt en exil le 27 août 1926.
Ses propriétés étaient principalement situées en Lituanie, alors russe, dans le gouvernement de Kowno, telle Yurburg, sur les bords du Niémen.